# Blaznik
Blaznik je priimek v Sloveniji, ki ga je po podatkih Statističnega urada Republike Slovenije na dan 1. januarja 2024 uporabljalo 266 oseb in je med vsemi priimki po pogostosti uporabe uvrščen na 1533. mesto. Največ oseb s tem priimkom, 74, živi v Gorenjski statistični regiji.

## Znani nosilci priimka
- Aleksandrina Blaznik, por. Poklukar, hči Jožefa Blaznika, žena Josipa Poklukarja
- Avgust Blaznik, fotograf
- Blaž Blaznik (1786—1862), župnik v Naklem, pisec memoarov
- Boštjan Blaznik, polkovnik SV, direktor NATO Centra odličnosti za gorsko bojevanje (NCOGB)
- Breda Blaznik (*1928/30?), gospodarstvenica
- Jože Blaznik (*1932), zdravnik
- Jožef Blaznik (1800—1872), tiskar in založnik
- Mateja Blaznik (*1967), kitaristka, skladateljica, pevka, pesnica (kantavtorica)
- Mirko Blaznik (*1940), arhitekt
- Oto Blaznik, nogometaš, 1. kapetan NK Maribor
- Pavel Blaznik (1903—1984), zgodovinar
- Urška Blaznik (*1970), biokemičarka, zdravstvena raziskovalka, strokovnjakinja za prehrano
- Zora Blatnik (r. Meštrov) (1912—2011), domoznanka, žena Pavla Blaznika